# Podoleanî, Camenița
Podoleanî (în ucraineană Подоляни) este un sat în comuna Pidpîlîpea din raionul Camenița, regiunea Hmelnîțkîi, Ucraina.

## Demografie
Componența lingvistică a localității Podoleanî
     Ucraineană (94,35%)
     Rusă (5,24%)
     Alte limbi (0,4%)
Conform recensământului din 2001, majoritatea populației localității Podoleanî era vorbitoare de ucraineană (94,35%), existând în minoritate și vorbitori de rusă (5,24%).